# The Famous Jett Jackson
The Famous Jett Jackson é um programa da Disney de produção canadense-americana sobre um garoto chamado Jett Jackson (Lee Thompson Young), que interpreta um agente secreto adolescente em um programa de TV fictício chamado Silverstone.

## Enredo
Jett Jackson morou anteriormente com sua mãe atriz em Los Angeles, mas sentia falta de sua casa e de seus amigos. Ansiando por uma vida relativamente normal, Jett consegue fazer com que a produção de Silverstone seja transferida para o Wilsted fictício, na Carolina do Norte, proporcionando empregos para a população da cidade, enquanto oferece a Jett a chance de viver com seu pai, o xerife Woodrick "Wood" Jackson, e seu grande -avó, Miz Coretta (a quem Jett chama de Nana). Mantendo contato com sua mãe Jules por link de vídeo em seu computador (embora na terceira temporada ela também tenha se mudado para Wilsted), Jett agora passa parte de seu tempo com a família, amigos e a escola, e o resto vivendo a vida de um ator que trabalha. e celebridade. Ao fazer isso, Jett frequentemente acaba em situações complicadas, geralmente auxiliado e estimulado por seu amigo de infância, JB, sua não exatamente namorada Kayla, e às vezes por Cubby, o maluco mago dos efeitos especiais de Silverstone. Na segunda metade da série, a nova co-estrela de Jett, Riley Grant, é adicionada à mistura.
O programa dentro do programa, Silverstone, é sobre um espião que trabalha para Mission Omega Matrix (a sigla é um trocadilho com a palavra "Mãe") a fim de salvar o mundo de vilões como Dr. Hypnoto e O Rato. Em contraste com Jett, Silverstone não tem família, apenas seu mentor, Artemus, e eventualmente seu parceiro "Hawk" (sobrenome Hawkins) ("interpretado" por Riley Grant). Da segunda temporada em diante, as sequências de ação e subtramas de Silverstone se tornaram mais proeminentes.
O realismo relativo da vida doméstica de Jett às vezes deu lugar a elementos de fantasia ou paranormais, como um episódio em que Jett aprende sobre um incidente vergonhoso na história de Wilsted com um pequeno estímulo do fantasma de uma figura-chave no escândalo enterrado. Outros episódios trataram de questões de uma forma mais realista e contemporânea, como quando a loja familiar do pai de JB é ameaçada pela chegada de uma competição "big box" potente e outra em que o professor de inglês de Jett, Sr. Dupree, entra em conflito com tentativas locais de censura de uma tarefa de leitura em classe. Outros episódios trataram de tópicos como bulimia e a questão de saber se Jett, com sua vida doméstica relativamente protegida e mimada, pode realmente entender ou lidar com os problemas de outros afro-americanos.
A série foi seguida por um filme do Disney Channel no qual Jett se vê preso no mundo de Silverstone e vice-versa. Nesse filme, ele assume o papel de Silverstone de verdade e é capaz de sobreviver enquanto Silverstone faz a mesma coisa no mundo de Jett até que Miz Coretta descobre a verdade e ele volta para casa e manda Jett de volta também. O filme termina com Jett retornando ao mundo de Silverstone e ajudando-o a completar sua missão ao resgatar Silverstone de Kragg e, em seguida, derrotá-lo ao lado de seu alter ego herói.

## Episódios
| Temporada | Temporada | Episódios | Exibição Original                           |
| --------- | --------- | --------- | ------------------------------------------- |
|           | 1         | 13        | 25 de outubro de 1998 - 31 de março de 1999 |
|           | 2         | 26        | 22 de agosto de 1999 - 7 de abril de 2000   |
|           | 3         | 26        | 17 de junho de 2000 - 22 de junho de 2001   |
|           | Filme     | Filme     | 8 de junho de 2001                          |

## Elenco

### Principal
- Lee Thompson Young como Jett Jackson/Silverstone
- Ryan Sommers Baum como JB Halliburton
- Kerry Duff como Kayla West
- Gordon Greene como Woodrick Jackson
- Montrose Hagins como Miz Coretta
- Melanie Nicholls-King como Jules Jackson

### Recorrente
- Jeffrey Douglas como Cubby
- Lindy Booth como Riley Grant/Hawk
- Nigel Shawn Williams como Nigel Essex/Artemus
- Andrew Tarbet como Vice Booker Murray
- Robert Bockstael como Sr. Dupree

## História e séries relacionadas
O criador do programa, Fracaswell Hyman, supostamente desenvolveu o personagem antes de escalar Lee Thompson Young para o papel. Como Jett, Young foi criado em uma casa com apenas um dos pais no Sul e decidiu seguir a carreira de ator ainda muito jovem. Young passou a escrever um dos episódios produzidos para a série.
A série incluiu jovens estrelas convidadas como Hayden Christensen, Rachel McAdams, Britney Spears e Destiny's Child e estrelas veteranas como Eartha Kitt, a última das quais interpretou o novo técnico do time de beisebol da liga secundária de Wilsted em um episódio.
Embora tenha sido bem recebida e considerada um sucesso, a série terminou em 22 de junho de 2001, devido à política não declarada da Disney de fazer apenas 65 episódios por série.
O tema final do show, "Não é o que você pensa", foi apresentado por Youngstown em 1999; a canção completa inclui letras do próprio Lee Thompson Young. A canção foi usada para os créditos do programa nas temporadas 2 e 3.
Um dos produtores, Jim Steyer, da empresa JP Kids, viria a fundar a Common Sense Media em 2003.

## Filme
Jett Jackson: The Movie estreou no Disney Channel em 2001.

## Distribuição
Depois que a série terminou em 2001, o show continuou a ir ao ar em reprises. The Famous Jett Jackson foi removido da programação do Disney Channel em junho de 2004. O programa foi ao ar brevemente na ABC Family de dezembro de 2003 a janeiro de 2004. O show foi visto novamente no Disney XD em 2009.

## Reação crítica
A resposta ao show foi geralmente positiva. Laura Fries of Variety, o jornal de Hollywood, observou em sua crítica de Jett Jackson: The Movie que "Young serve como um modelo atraente, muito parecido com Buffy the Vampire Slayer de Sarah Michelle Gellar - alguém que pode cumprir a ação jovem almejar audiências sem a violência gratuita. Há uma sensação de empoderamento associada a esse tipo de papel e, quando administrados corretamente, eles funcionam como uma excelente alegoria para os confusos anos da adolescência. " Embora ela mencione "tramas inventadas", ela também se refere à série como "inteligente" e "um conceito extremamente divertido".

### Prêmios e indicações
A série The Famous Jett Jackson e seu jovem elenco foram nomeados para o Young Artist Awards, apresentado pela organização sem fins lucrativos Young Artist Foundation, em várias categorias no decorrer do show:
| Prêmios e indicações | Prêmios e indicações | Prêmios e indicações   | Prêmios e indicações                                             | Prêmios e indicações                 |
| Ano                  | Nomeação             | The Golden Reel        | Prêmio                                                           | Indicado                             |
| -------------------- | -------------------- | ---------------------- | ---------------------------------------------------------------- | ------------------------------------ |
| 1999                 | Indicado             | Young Artist Award     | Best Performance in a TV Comedy Series, Leading Young Actor      | Lee Thompson Young                   |
| 1999                 | Indicado             | Young Artist Award     | Best Performance in a TV Comedy Series, Supporting Young Actor   | Ryan Sommers Baum                    |
| 1999                 | Venceu               | Young Artist Award     | Best Performance in a TV Comedy Series, Supporting Young Actress | Kerry Duff                           |
| 1999                 | Indicado             | Young Artist Award     | Best Family TV Comedy Series                                     | The Famous Jett Jackson              |
| 2000                 | Indicado             | Young Artist Award     | Best Performance in a TV Drama Series, Leading Young Actor       | Lee Thompson Young                   |
| 2000                 | Indicado             | Young Artist Award     | Best Performance in a TV Drama Series, Supporting Young Actor    | Ryan Sommers Baum                    |
| 2000                 | Indicado             | Young Artist Award     | Best Performance in a TV Drama Series, Supporting Young Actress  | Kerry Duff                           |
| 2001                 | Indicado             | Young Artist Award     | Best Performance in a TV Movie                                   | Kerry Duff (Jett Jackson: The Movie) |
| 2001                 | Venceu               | Parents' Choice Awards | Silver Honor                                                     | The Famous Jett Jackson              |